# Das perfekte Model
Das perfekte Model war eine Casting- und Coaching-Show des Fernsehsenders VOX aus dem Jahr 2012. Die Jurorinnen Eva Padberg und Karolína Kurková waren dabei zugleich Mentorinnen für ihre Gruppe. Die Teilnehmerinnen mussten ihr Talent in unterschiedlichen Prüfungen und bei realen Model-Aufträgen unter Beweis stellen. „Das perfekte Model“ wurde in der Finalsendung am 20. März 2012 von den Zuschauern per Telefonabstimmung gewählt. Die Gewinnerin Anika Scheibe erhielt einen Vertrag bei einer Modelagentur.

## Inhalt

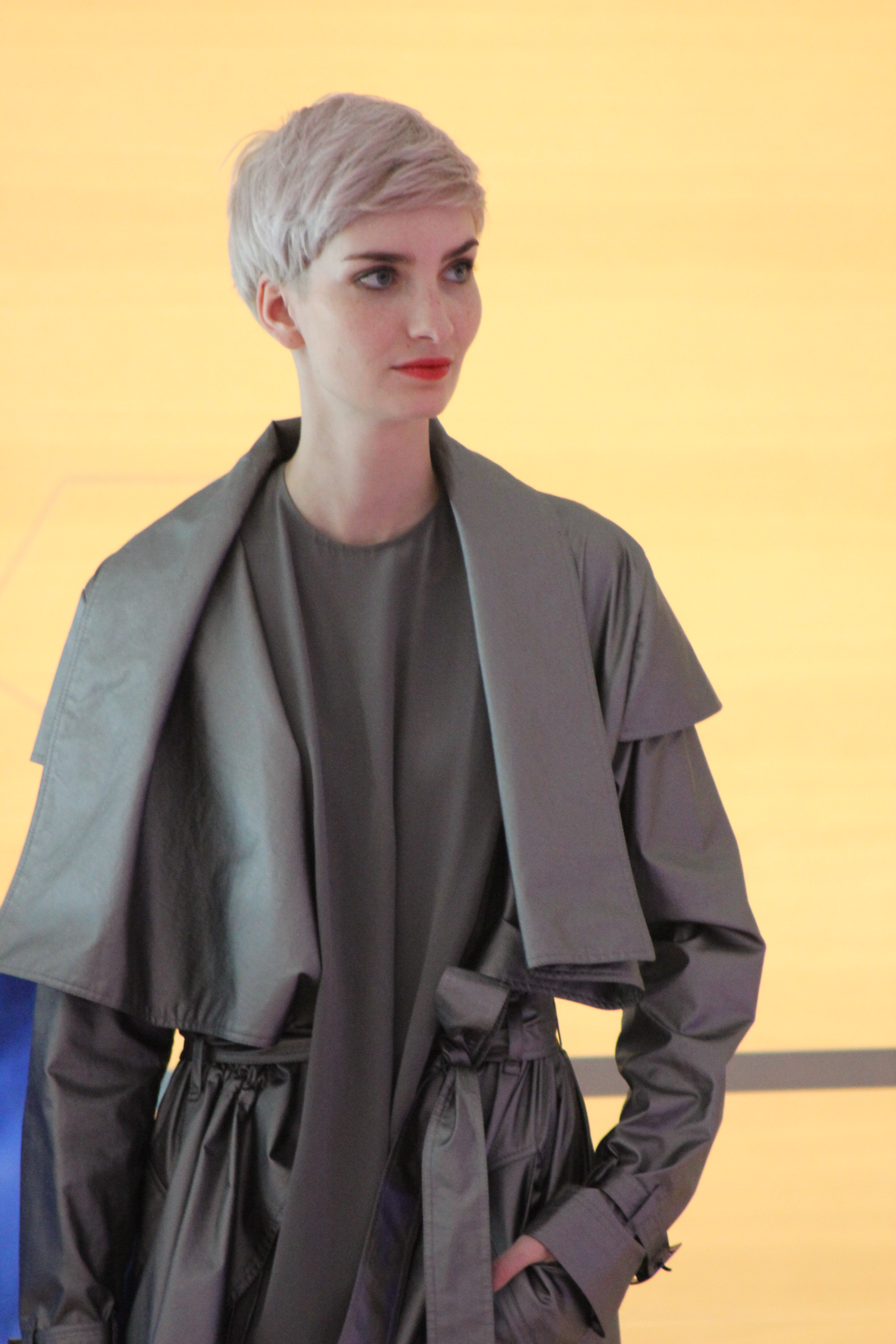
Die Siegerin Anika Scheibe

In der ersten Sendung mit dem Titel „Das Casting“ wurden über ein offenes Casting in Köln, aber auch über die Suche in anderen Städten auf der Straße, im Krankenhaus oder Einkaufszentrum, 38 Kandidatinnen im Alter von 16 bis 30 Jahren ausgewählt und vorgestellt. Zum Casting erschien auch Drag-Queen Keri Jackson, der aufgrund des überzeugenden Laufstils zu den im Anschluss geplanten Fotoaufnahmen der Models eingeladen wurde, welche unter dem Thema „Die sieben Todsünden“ standen. Das querschnittsgelähmte Model Nina Wortmann trat dabei als Gastjurorin auf.
In Folge 2 mit dem Titel „Das Duell“ sollten die 20 Besten ausgewählt werden. Die Teilnehmerinnen mussten auf dem Laufsteg einer Modenschau des Modedesigners Kay Rainer in München ihr Talent beweisen, bei der auch Rapper Moses Pelham und Schnittkünstler Adam Saaks auftraten. Daneben sollten sie ihre schauspielerischen Fähigkeiten in einem TV-Spot zeigen. In der Folge wurden jeweils zehn Mädchen den Jurorinnen Eva Padberg und Karolína Kurková zugeteilt, die zugleich Mentorinnen für die Mädchen ihrer Gruppe waren und sie unterrichteten und förderten. Padberg und Kurková standen sich nun in einer Konkurrenzsituation gegenüber und versuchten jeweils zu erreichen, dass eine Teilnehmerin aus ihrer Gruppe gewann.
Mit Folge 3 begann die Coaching-Phase und die Gruppe von Eva Padberg flog nach Kapstadt, während die Gruppe von Karolína Kurková nach New York City reiste. Die Teilnehmerinnen wurden von nun an regelmäßig in zehn Kategorien bewertet und erhielten für jede bestandene Kategorie einen Anhänger für ihr Armband. Allerdings konnte eine errungene Kategorie auch wieder aberkannt werden. Bei der Bewertung erhielten Padberg und Kurková von wechselnden Prominenten und Fachleuten Unterstützung. In New York frisierte Starfriseur Christiaan Houtenbos die Mädchen und Stylistin Nevena Borissova kleidete sie ein. Damit sollten sie sich in einem „Go-See“ Trey Laird von der Agentur Laird + Partners vorstellen. Die Chefredakteurin des Magazins Glamour Andrea Ketterer nahm dabei als Gastjurorin teil.
In Kapstadt übernahm diese Rolle Uschi Obermaier, die die Teilnehmerinnen zuvor bei Fotoaufnahmen mit der Modefotografin Petra van Raaj zum Thema Woodstock unterstützt hatte.
In Folge 4 sollten die Mädchen in Kapstadt Mode auf einer Yacht bei Wellgengang präsentieren, während sie in New York für Fotoaufnahmen unter dem Motto „Juwelenraub“ zusammen mit dem androgynen Model Andrej Pejic vor der Kamera von Ben Watts (Bruder der Schauspielerin Naomi Watts) standen. Zudem mussten sie eine Modenschau für Tommy Hilfiger eigenständig planen und vor diesem präsentieren.
In Folge 5 traf man sich in Kapstadt zum Schauspieltraining in der Waterfront Theatre School. Später drehten die Kandidatinnen mit Regisseur Wolf Gresenz einen Werbespot, bei dem sie auf einem Autofriedhof mit dem am ganzen Körper tätowierten Paul „Tattitude“ Harley vor der Kamera standen. Im Interview mit Schauspiel-Coach Lena Lessing sollten die Teilnehmerinnen zu sich selbst finden. Beim abschließenden Besuch der Agentur Ice Model Management wurden sie von deren Chefin Steffi Freier als Gastjurorin beurteilt. In New York City wurden unterdessen professionelle Aufnahmen für eine Sedcard gemacht und wurden die Mädchen Gastjuror Ivan Bart, dem Chef von IMG Models, vorgestellt.
In Folge 6 flogen die verbliebenen 10 Teilnehmerinnen aus beiden Gruppen nach Berlin. In einer Villa wurden von Fotograf Joachim Baldauf Aufnahmen zum Thema „Girlsfight“ gemacht. Für Aufnahmen der Zeitschrift TV Digital mit dem Fotografen Det Kempke wählten die Verantwortlichen der Zeitschrift Samantha aus. Als für das Modelabel Lala Berlin Models für den Laufsteg der Berlin Fashion Week gesucht wurden, wurde von der Designerin Leyla Piedayesh die Teilnehmerin Anika gebucht. Für eine Kampagne für den Lancia Ypsilon wählte der Kunde schließlich die Kandidatin Paula aus.
Im Halbfinale von Folge 7 wurde in der Padberg-Gruppe ein Lauftraining im Bikini durchgeführt. In der Kurková-Gruppe sollten die Kandidatinnen ihre Wandelbarkeit unter Beweis stellen, indem sie in eine Rolle schlüpften, die das Gegenteil ihrer Persönlichkeit darstellte: Samantha sollte einen Mann darstellen, Jenny eine alte Frau und Johanna eine Ballerina. In der Kurková-Gruppe schied als erstes Samantha aus, in der Padberg-Gruppe Eva-Marie. Die verbleibenden sechs Teilnehmerinnen sollten für die von Fashion-Director Kai Margrander für Glamour durchgeführten Aufnahmen mit Fotograf Steve Hiett berühmte Hollywood-Darstellerinnen verkörpern: Lysann als Doris Day, Paula als Elizabeth Taylor, Johanna als Audrey Hepburn, Jenny als Grace Kelly, Jennifer als Marilyn Monroe und Anika als Marlene Dietrich. In der Zwischenzeit flog Paula für einen Tag nach Wien, wo sie in der Orangerie von Schloss Schönbrunn die Werbeaufnahmen für den Automobilhersteller durchführte. Für eine Modenschau von Kilian Kerner wurden Anika und Johanna gebucht und von Designerin Katja Will von C’est tout wurde Paula für den Laufsteg verpflichtet.

## Teilnehmerinnen
| 0Teilnehmerinnen*                        | 0Teilnehmerinnen* | 0Teilnehmerinnen*  | 0Teilnehmerinnen* | 0Teilnehmerinnen* | 0Teilnehmerinnen* | 0Teilnehmerinnen* |
| Gruppe                                   | Name              | Alter              | Wohnort           | Größe             | Maße              | ausgeschieden in  |
| ---------------------------------------- | ----------------- | ------------------ | ----------------- | ----------------- | ----------------- | ----------------- |
| Eva Padberg                              |                   |                    |                   |                   |                   |                   |
| Anastasia Sedlick                        | 22                | München            | 182               | 85-63-91          | Folge 3           |                   |
| Anika Scheibe                            | 23                | München            | 177               | 77-61-88          | Gewonnen          |                   |
| Anne Wunderlich                          | 20                | Siegen             | 170               | 79-58-86          | Folge 5           |                   |
| Cindy Wersche                            | 18                | Zorneding          | 180               | 88-65-98          | Folge 4           |                   |
| Eva-Marie Broich                         | 25                | Lahnstein          | 182               | 89-62-90          | Folge 7           |                   |
| Jennifer Scherman                        | 19                | Münster            | 174               | 77-60-89          | Folge 8           |                   |
| Lena Hammerstingl                        | 19                | München            | 181               | 85-63-91          | Folge 3           |                   |
| Lysann Geller                            | 21                | Bannewitz          | 175               | 82-60-89          | Folge 7           |                   |
| Nina Bauer                               | 21                | Recklinghausen     | 181               | 79-60-91          | Folge 5           |                   |
| Sissi Pohle                              | 19                | Waldkirch          | 172               | 87-62-89          | Folge 6           |                   |
| Karolína Kurková                         |                   |                    |                   |                   |                   |                   |
| Diana Laptschenko                        | 22                | Berlin             | 174               | 78-60-88          | Folge 6           |                   |
| Jenny Jessen                             | 16                | Giengen            | 174               | 83-60-92          | Folge 8           |                   |
| Johanna Gerber                           | 22                | Berlin             | 182               | 84-62-92          | Folge 8           |                   |
| Julia Schindler                          | 22                | Duisburg           | 177               | 85-60-88          | Folge 4           |                   |
| Lara Helmrich                            | 20                | Berlin             | 173               | 89-60-87          | Folge 5           |                   |
| Lilly-Elise Hodgsons                     | 19                | Mörfelden-Walldorf | 172               | 80-60-88          | Folge 3           |                   |
| Maria Siebert                            | 30                | Berlin             | 176               | 86-61-86          | Folge 4           |                   |
| Paula Weigel                             | 23                | Düsseldorf         | 175               | 87-62-93          | Folge 7           |                   |
| Paula-Helen Mannhardt                    | 21                | Lörrach            | 173               | 85-60-90          | Folge 6           |                   |
| Samantha Striegel                        | 18                | Suthfeld           | 175               | 87-62-92          | Folge 7           |                   |
| * Stand der Daten: zu Beginn der Staffel |                   |                    |                   |                   |                   |                   |

### Finale
| 0Punktevergabe                                                                          | 0Punktevergabe | 0Punktevergabe  | 0Punktevergabe | 0Punktevergabe   | 0Punktevergabe   | 0Punktevergabe | 0Punktevergabe | 0Punktevergabe |
| Gruppe                                                                                  | Name           | Juror Michalsky | Juror Garnier  | Juror Kretschmer | Juror The Blonds | Summe Juroren  | Zuschauer      | Endsumme *     |
| --------------------------------------------------------------------------------------- | -------------- | --------------- | -------------- | ---------------- | ---------------- | -------------- | -------------- | -------------- |
| Eva Padberg                                                                             |                |                 |                |                  |                  |                |                |                |
| Anika Scheibe                                                                           | 3              | 3               | 4              | 4                | 14               | 27 (27,0 %)    | 41             |                |
| Jennifer Scherman†                                                                      | 3              | 5               | 2              | 2                | 12               | 23 (23,3 %)    | 35             |                |
| Karolína Kurková                                                                        |                |                 |                |                  |                  |                |                |                |
| Jenny Jessen                                                                            | 5              | 3               | 3              | 4                | 15               | 24 (24,4 %)    | 39             |                |
| Johanna Gerber                                                                          | 4              | 2               | 5              | 5                | 16               | 25 (25,3 %)    | 41             |                |
| * Bei Gleichstand der Endsumme gewinnt die Kandidatin mit den höheren Zuschauerstimmen. |                |                 |                |                  |                  |                |                |                |

## Hintergrund
Zu Beginn der Staffel wurde lediglich veröffentlicht, dass diese am 31. Januar 2012 startet und immer dienstags um 21:15 Uhr auf VOX gesendet wird. Wie viele Folgen insgesamt ausgestrahlt werden, wurde anfangs nicht angegeben, obwohl bereits alle Sendungen (bis auf das Finale, das live gesendet wird) aufgezeichnet wurden. Begründet wurde die Geheimhaltung damit, dass Konkurrenz-Sender nicht die Gelegenheit bekommen sollten, ihre Programme gegen die Sendung zu positionieren. Bereits vor dem Start der neuen Sendung konnte VOX über deren Werbevermarkter IP Deutschland mit Lancia und L’Oréal zwei Großkunden für Produktplatzierungen gewinnen.
Das Finale fand in Paris statt, wo sich die verbleibenden Kandidatinnen vier abschließenden Prüfungen unterziehen mussten. Als Gastjuroren nahmen Designer Michael Michalsky, Guido Maria Kretschmer, ein Vertreter der Firma Garnier, sowie zwei Vertreter des New Yorker Modelabels „The Blonds“ teil. Die Final-Show wurde von Jochen Schropp moderiert.
Die Final-Teilnehmerin Jennifer Scherman verstarb im Oktober 2012 in Argentinien an den Folgen einer durch eine Virusinfektion hervorgerufenen Herzmuskelentzündung.

## Bewertungskriterien
Die Kandidatinnen werden anhand von 10 Kriterien bewertet (von den Jurorinnen „die perfekte 10“ genannt), diese sind im Einzelnen:
1. Aussehen
2. Körperlichkeit/Maße
3. Wandelbarkeit
4. Wiedererkennungswert
5. Charme/Charisma
6. Willensstärke
7. Laufstil
8. Acting/Posing
9. Sportlichkeit
10. Professionalität